# 古谷裕
古谷 裕（ふるや ゆたか、1978年3月31日 - ）は、関西棋院所属の囲碁棋士。八段。兵庫県出身、佐藤直男九段・山中章雄七段門下。門下に田中康湧四段・大川拓也二段・西村仁初段。

## 経歴
1978年、兵庫県に生まれる。父親に教わって囲碁を始め、1993年、15歳で入段。
1999年の第23期棋聖戦にて四段戦優勝。2010年に第57回NHK杯でベスト8、2011年第37期天元戦で本戦ベスト16。
2013年、第57期関西棋院第一位決定戦で挑戦手合に進出。2連覇中の坂井秀至第一位に挑んだが、0勝2敗で敗れ初タイトル獲得はならず。
2017年、第13回産経プロアマトーナメント戦にて決勝戦で新垣朱武九段を破り優勝、初タイトル獲得。表彰式では優勝の喜びと共に、妻への感謝も語った。

## 人物・活動
- 棋風は全局的なバランスを重んじるタイプ[5]。
- 10年ほどの囲碁教室での講師の経験を経て2012年から弟子を取り始め、囲碁インストラクターの妻・由希子とともに後進の育成にも努めている[6]。大阪市北区の梅田囲碁センター（1980年オープン[7]）ではプロ入りを目指す子ども向けの「ふるや塾」も併設し、2019年に運営を継承[6]。門下に田中康湧（2017年入段）・大川拓也（2017年）・西村仁（2021年）。
- 2022年に第1子が誕生。かわいくて「毎日、ふにゃふにゃになっています」と語っている[8]。

## 棋歴

### 獲得タイトル
- 産経プロアマトーナメント戦（2017年・第13回）

### 良績
- 棋聖戦 四段戦優勝（第23期）
- 関西棋院第一位決定戦 挑戦手合進出（第57期）

### 受賞歴
関西棋院賞
- 新人賞（2001年）[9]
- 連勝賞 2回（2001年ほか）[9]
- 山野賞 1回（2021年）[10]
- 永井賞 1回（1996年）[9]

### 昇段履歴
- 1993年7月 入段
- 1994年10月 二段
- 1995年7月 三段
- 1996年9月 四段
- 1998年3月 五段
- 2000年4月 六段
- 2002年4月 七段
- 2010年6月 八段